# Affaire Cécile Vallin
L'affaire Cécile Vallin est un évènement judiciaire relatif à la disparition inquiétante d'une mineure et non élucidée survenue au cours de l'année 1997 dans la région de Saint-Jean-de-Maurienne en Savoie.

## Les faits

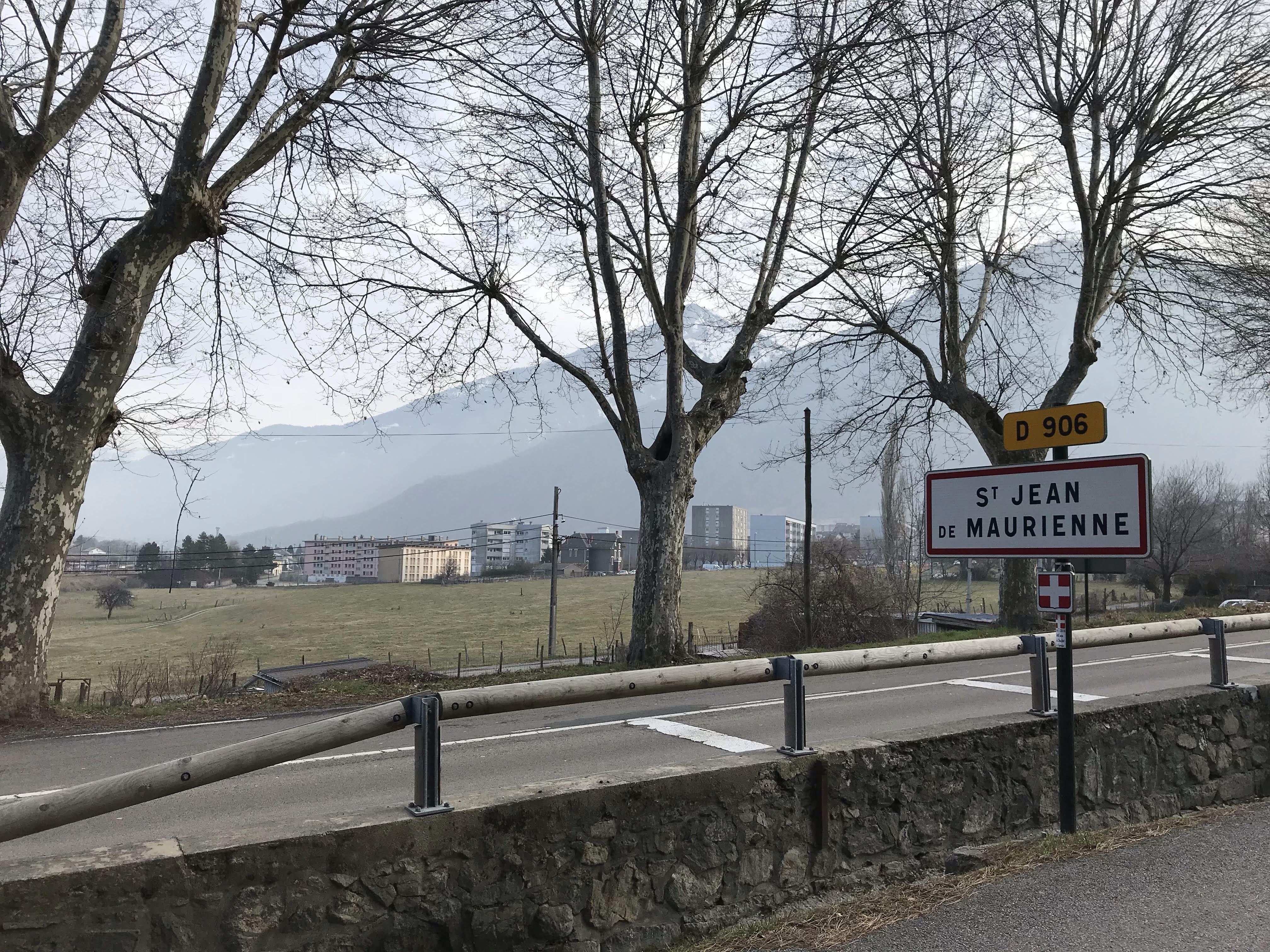
Ancienne route nationale 6 à l'entrée de Saint-Jean-de-Maurienne

Cécile Vallin, 17 ans, disparaît dans la soirée du dimanche 8 juin 1997 dans l'agglomération de Saint-Jean-de-Maurienne en Savoie, une semaine avant de passer l'épreuve de philosophie du baccalauréat. 
Le samedi, elle avait invité quatre camarades lycéens à venir passer la soirée dans le logement de fonction de son beau-père, enfreignant ainsi les recommandations de celui-ci (proviseur du lycée où est scolarisée la jeune fille) et de sa mère, absents de la maison pendant le week-end alors que son père biologique, Jonathan Oliver, vit lui en Normandie. 
Durant cette soirée « interdite », elle flirte avec l'un des garçons, trompant ainsi son petit copain « officiel ». Le lendemain après-midi, elle revoit pendant quelques heures son amant d'un soir. Il semblerait qu'elle ait eu besoin de se confier ce jour-là en tentant de joindre au téléphone sa demi-sœur, dans la matinée, sans succès. L'après-midi, après le départ de son amoureux, elle a appelé une amie qui prétendra que Cécile avait l'air énervée et prise de remords. A 17h18, c'est son père, Jonathan Oliver qui s'entretient avec elle par téléphone et confirme son attitude. La conversation dure six minutes, au terme desquelles Cécile rassure son père en lui disant qu'elle va réviser ses cours de philosophie en vue du baccalauréat. 
Quelques minutes après cette discussion, l'adolescente serait cependant sortie, selon de nombreux témoins qui l'auraient aperçue marchant au bord de l'ancienne route nationale 6, entre Saint-Jean-de-Maurienne et le village de Pontamafrey-Montpascal,.

## La victime
Selon les informations indiquées sur l'appel à témoins publié par la gendarmerie nationale, il s'agit de Cécile Vallin, née le 28 octobre 1979, de type caucasien, d'1m 65, mince, aux cheveux courts châtains foncés, aux yeux marron-vert, vue la dernière fois le 8 juin 1997 vers 17 h sur la route entre Saint-Jean-de-Maurienne et Pontamafrey (commune de La Tour-en-Maurienne depuis 2019).

## L'enquête
L'enquête de gendarmerie qui au début se base sur l'hypothèse d'une fugue sera qualifiée par le juge d'instruction de « disparition inquiétante de mineure avec présomption d’enlèvement », car la jeune fille est partie sans aucune affaire personnelle, excepté sa carte bleue qui ne sera jamais utilisée. 
En 2020, le juge d’instruction demande à l’Office central de la répression des violences aux personnes (OCRVP) de reprendre l'affaire. En 2022, le dossier est repris par le pôle judiciaire dédié aux affaires criminelles non élucidées, basé à Nanterre et créé par le ministère de la Justice sur l'initiative de Jacques Dallest, alors procureur général de Grenoble. 
Le 10 septembre 2024, Monique Olivier, ex compagne du tueur en série Michel Fourniret est placée en garde à vue dans le cadre de cette enquête.

### Documentaire
- « L'affaire Cécile Vallin » dans l'émission Non élucidé diffusée sur RMC Story le 4 février 2021.